# Clase Barbarossa (transatlánticos)

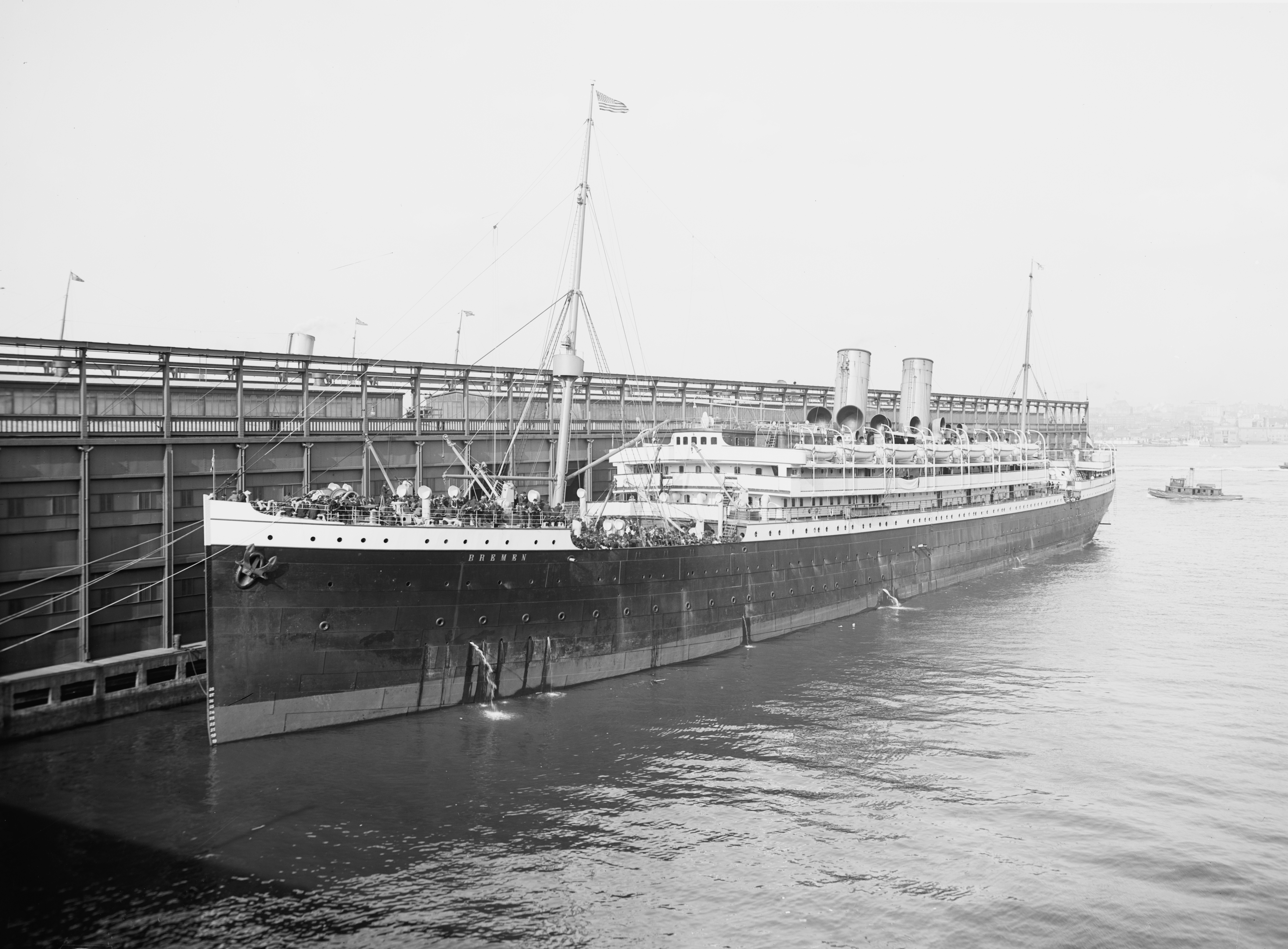
El en Hoboken, hacia 1905

La clase Barbarossa fue una clase de transatlánticos operados por las navieras Norddeutscher Lloyd y Hamburg-Amerika Linie alemanas. De los diez barcos, construidos entre 1896 y 1902, seis fueron construidos por AG Vulcan Stettin, tres por Blohm & Voss y uno por Schichau-Werke; todos en Alemania. El tonelaje bruto promedio de los navíos era de 11000 toneladas, y contaban con dos hélices impulsadas por máquinas de vapor de cuádruple expansión.

## Historia

### Primeros años
Los primeros cuatro barcos de la clase, los Friedrich der Grosse, Barbarossa, Königin Luise y Bremen, fueron botados en 1896 para la Norddeutscher Lloyd (NDL), como una nueva clase que podía utilizarse en varias rutas. La clase iba a llamarse clase Bremen, pero los retrasos en la construcción de ese barco hicieron que en su lugar se le diera el nombre de Barbarossa.  Sin embargo, el primer barco botado sería el Friedrich der Grosse, en agosto (con 10531 toneladas brutas, siendo el primer barco alemán que superaba las 10000), y seguido de los Barbarossa,  Königin Luise y Bremen.  Estos primeros cuatro barcos se utilizaron en rutas de Australia, Lejano Oriente y Atlántico Norte. En viajes por Australia y Oriente, los transatlánticos cruzaban el Canal de Suez y fueron, junto con el Grosser Kurfürst de NDL, los barcos más grandes que utilizaban regularmente el canal. El tamaño de estos transatlánticos fue una de las principales razones para el aumento del calado del canal; el Bremen, en un viaje a Australia, se convirtió en el primer barco en cruzar el canal con su calado ya ampliado. 
Los últimos seis barcos, dos para NDL y cuatro para Hamburg-Amerika Linie (en alemán: Hamburg-Amerikanische Packetfahrt-Aktien-Gesellschaft o HAPAG) se botaron entre junio de 1899 y noviembre de 1901. Los dos transatlánticos de NDL, König Albert y Prinzess Irene fueron botados con un año de diferencia, en junio de 1899 y junio de 1900 respectivamente, y se utilizaron en rutas del Lejano Oriente y del Atlántico Norte. A partir de 1904 navegaron principalmente en la ruta Italia-Nueva York. 
De los cuatro transatlánticos de HAPAG, los Hamburg y Kiautschou, fueron botados en noviembre de 1899 y septiembre de 1900 para las rutas correo del Lejano Oriente que compartían HAPAG y NDL.  Descontenta con el servicio al Lejano Oriente, la HAPAG se retiró: transfirió el Hamburg al servicio del Atlántico Norte y cedió el Kiautschou a la NDL a cambio de cinco cargueros en 1904.  El Kiautschou, rebautizado por NDL como Princess Alice, se convirtió en el único barco de la clase Barbarossa en haber navegado para las dos navieras. Permaneció en la ruta correo del Lejano Oriente hasta 1914.

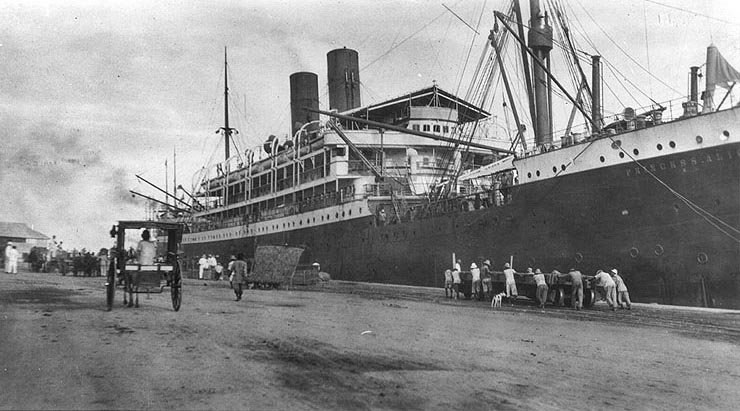
El Princess Alice, ex Kiautschou, internado en Cebú, Filipinas, c. 1914-1916

Los dos últimos barcos Barbarossa fueron los Moltke y Blücher, botados en agosto y noviembre de 1901. El Moltke operó en rutas del Atlántico Norte y el Mediterráneo, y el Blücher en el Atlántico Norte y Sudamérica . 

### Primera Guerra Mundial
Al estallar la Primera Guerra Mundial, para evitar el riesgo de ser capturados o destruidos a manos de la Marina Real Británica, la mayoría de los barcos de la clase Barbarossa fueron internados en puertos neutrales. El König Albert y el Moltke fueron internados en Génova,   mientras que el Blücher haría lo propio en Pernambuco, Brasil. Cinco barcos fueron internados en puertos controlados por Estados Unidos: cuatro (Barbarossa, Friedrich der Grosse, Prinzess Irene y Hamburg) en Hoboken, Nueva Jersey, y el Princess Alice en Cebú, Islas Filipinas . Sólo el Königin Luise y el Bremen quedaron en puertos alemanes, donde permanecieron durante toda la guerra.  En septiembre de 1914, el Hamburg cambió su nombre por un breve período y fue cedido a la Cruz Roja Americana. Navegando bajo el nombre de Red Cross, hizo un viaje de ida y vuelta a Europa antes de regresar a Nueva York y a su nombre anterior. 
A medida que Italia, Estados Unidos y Brasil se unían sucesivamente a la guerra, cada país se apoderó de los barcos Barbarossa internados (junto con todos los demás barcos alemanes y austrohúngaros) y les cambiaron el nombre. En Italia, el Moltke se convirtió en el Pesaro, mientras que el König Albert se convirtió en el buque hospital Ferdinando Palasciano; en Brasil, el Blücher se convirtió en el Leopoldina.  Los cinco barcos internados bajo control estadounidense se convirtieron en buques de transporte de la Armada de los Estados Unidos y fueron renombrados de la siguiente manera:

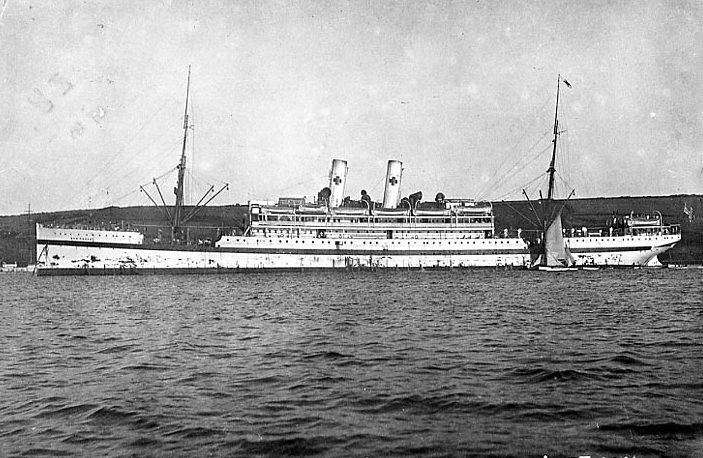
El Red Cross, ex-Hamburg, en Falmouth en 1914

- El Barbarossa se convirtió en el USS Mercury (ID-3012)
- El Friedrich der Grosse se convirtió en el USS Huron (ID-1408)
- El Prinzess Irene se convirtió en el USS Pocahontas (ID-3044)
- El Hamburgo se convirtió en el USS Powhatan (ID-3013)
- El Princess Alice se convirtió en el USS Princess Matoika (ID-2290)

Estos cinco transportes desplazaron a más de 95.000 tropas estadounidenses a Francia antes del Armisticio. 

### Posguerra
Al concluir la Primera Guerra Mundial, las reparaciones de guerra asignaron permanentemente los ocho barcos confiscados a las naciones que los tenían en su poder. Además, el Königin Luise y el Bremen, que se encontraban a salvo en Alemania, fueron asignados al Reino Unido.  Aparte de esos dos, sólo otros dos barcos de la clase Barbarossa cambiaron de registro nacional después de la guerra. Brasil vendió el Leopoldina (ex- Blücher) a la francesa Compagnie Générale Transatlantique que lo operó bajo el nombre de Suffren.  El Pocahontas (ex- Prinzess Irene) quedó fuera de servicio en Gibraltar tras sufrir fallos mecánicos y fue adquirido por NDL en 1923. Se convirtió en el único buque de la clase Barbarossa en volver a navegar bajo bandera alemana. Primero renombrado Bremen y luego Karlsruhe (para dejar libre el nombre Bremen para un barco nuevo), operó principalmente en la ruta Bremen-Nueva York. 
En 1922, el City of Honolulu (ex-Friedrich der Grosse), navegando en su primer viaje en la ruta Los Ángeles-Honolulú para la Los Angeles Steamship Company, se incendió. Nadie a bordo resultó muerto o herido cuando se bajaron los botes salvavidas, y cuando el proceso de remolque del casco quemado se probó inviable, el barco tuvo que ser hundido por disparos de un guardacostas de los Estados Unidos.  A finales de la década de 1920, otros seis barcos Barbarossa habían llegado a su fin a manos de empresas de desguace, y ninguno de los tres barcos restantes sobreviviría a la siguiente década. Todos ya habían sido desguazados en 1935, lo que puso fin a la historia de la clase Barbarossa.

## Buques
| Ship                 | Astillero      | Naviera original | Botadura                 | Destino                        | Nombres posteriores                                                                       |
| -------------------- | -------------- | ---------------- | ------------------------ | ------------------------------ | ----------------------------------------------------------------------------------------- |
| Friedrich der Grosse | AG Vulcan      | NDL              | 1896 de agosto de 1      | Hundido tras un incendio, 1922 | Huron, 1917 City of Honolulu, 1922                                                        |
| Barbarossa           | Blohm & Voss   | NDL              | 1896 de septiembre de 5  | Desguazado, 1924               | Mercury, 1917                                                                             |
| Königin Luise        | AG Vulcan      | NDL              | 1896 de octubre de 17    | Desguazado, 1935               | Omar, 1921 Edison, 1924                                                                   |
| Bremen               | Schichau-Werke | NDL              | 1896 de noviembre de 14  | Desguazado, 1929               | Constantinople, 1921 King Alexander, 1924                                                 |
| König Albert         | AG Vulcan      | NDL              | 1899 de junio de 24      | Desguazado, 1926               | Ferdinando Palaciano, 1915 Italia, 1922                                                   |
| Hamburg              | AG Vulcan      | HAPAG            | 1899 de noviembre de 25  | Desguazado, 1928               | Powhatan, 1917 New Rochelle, 1920 Hudson, 1921 President Fillmore, 1922                   |
| Prinzess Irene       | AG Vulcan      | NDL              | 1900 de junio de 19      | Desguazado, 1932               | Pocahontas, 1917923 Karlsruhe, 1928                                                       |
| Kiautschou           | AG Vulcan      | HAPAG            | 1900 de septiembre de 14 | Desguazado, 1934               | Princess Alice, 1904 Princess Matoika, 1918 President Arthur, 1923 City of Honolulu, 1926 |
| Moltke               | Blohm & Voss   | HAPAG            | 1901 de agosto de 27     | Desguazado, 1925               | Pesaro, 1919                                                                              |
| Blücher              | Blohm & Voss   | HAPAG            | 1901 de noviembre de 23  | Desguazado, 1929               | Leopoldina, 1917 Suffren, 1923                                                            |